# Université internationale Aboubacar Ibrahim
 (septembre 2024).
La mise en forme du texte ne suit pas les recommandations de Wikipédia : il faut le « wikifier ».
Les points d'amélioration suivants sont les cas les plus fréquents. Le détail des points à revoir est peut-être précisé sur la page de discussion.
- Les titres sont pré-formatés par le logiciel. Ils ne sont ni en capitales, ni en gras.
- Le texte ne doit pas être écrit en capitales (les noms de famille non plus), ni en gras, ni en italique, ni en « petit »…
- Le gras n'est utilisé que pour surligner le titre de l'article dans l'introduction, une seule fois.
- L'italique est rarement utilisé : mots en langue étrangère, titres d'œuvres, noms de bateaux, etc.
- Les citations ne sont pas en italique mais en corps de texte normal. Elles sont entourées par des guillemets français : « et ».
- Les listes à puces sont à éviter, des paragraphes rédigés étant largement préférés. Les tableaux sont à réserver à la présentation de données structurées (résultats, etc.).
- Les appels de note de bas de page (petits chiffres en exposant, introduits par l'outil «  Source ») sont à placer entre la fin de phrase et le point final[comme ça].
- Les liens internes (vers d'autres articles de Wikipédia) sont à choisir avec parcimonie. Créez des liens vers des articles approfondissant le sujet. Les termes génériques sans rapport avec le sujet sont à éviter, ainsi que les répétitions de liens vers un même terme.
- Les liens externes sont à placer uniquement dans une section « Liens externes », à la fin de l'article. Ces liens sont à choisir avec parcimonie suivant les règles définies. Si un lien sert de source à l'article, son insertion dans le texte est à faire par les notes de bas de page.
- La présentation des références doit suivre les conventions bibliographiques. Il est recommandé d'utiliser les modèles {{Ouvrage}}, {{Chapitre}}, {{Article}}, {{Lien web}} et/ou {{Bibliographie}}. Le mode d'édition visuel peut mettre en forme automatiquement les références.
- Insérer une infobox (cadre d'informations à droite) n'est pas obligatoire pour parachever la mise en page.

Pour une aide détaillée, merci de consulter Aide:Wikification.
Si vous pensez que ces points ont été résolus, vous pouvez retirer ce bandeau et améliorer la mise en forme d'un autre article.
 (juillet 2023).
L'Université Internationale Aboubacar Ibrahim est une université privée, elle vise à fournir un service d'enseignement supérieur et de recherche scientifique aux étudiants du monde entier. Son siège social est situé dans la ville de Maradi en République du Niger. L'université représente une alternative pour de nombreux diplômés du secondaire, qui vont loin pour accéder à l'enseignement supérieur.

## Objectifs
Objectifs universitaires :
1. Contribuer sur le plan éducatif à affronter les courants intellectuels extrémistes et diffuser la culture de la paix et une juste compréhension de l'islam.
2. Renforcer l'esprit de recherche scientifique, d'analyse, de curiosité scientifique et de pensée créative.
3. Préparer l'étudiant au professionnalisme professionnel et économique et à la planification scientifique, en introduisant des matières techniques dans le contenu pédagogique pour essayer de lier théorique et appliqué à enseigner.
4. Encourager la culture générale de l'élève en lui enseignant la morale, l'éducation civique et artistique afin qu'il devienne un citoyen conscient de ses responsabilités capable de préserver son authenticité et son patrimoine culturel.

## Les facultés
L'université compte six (6) facultés:
Faculté des sciences de l'éducation
- Département de didactique de l'enseignement
- Département de l'administration et de la planification de l'éducation

Faculté de charia et de droit
- Département de la finance islamique
- Département de droit civil
- Département de droit islamique
- Département d'études islamiques

Faculté des lettres et des sciences humaines
- Département de sociologie
- Département de français
- Département de géographie
- Département de communication

Faculté des sciences administratives et économiques
- Département d'économie islamique
- Département d'administration publique
- Département d'économie
- Département des relations internationales

Faculté des sciences techniques et environnementales
- Département d'informatique
- Département de physique (énergies renouvelables)
- Département de biologie (gestion de l'environnement)

Faculté des sciences de la santé
- Département des soins infirmiers
- Département des sciences de sage-femme
- Département de la santé et de la sécurité communautaires
- Département de la santé environnementale et du développement [3]